# Wakendorf I
Wakendorf I este o comună din landul Schleswig-Holstein, Germania. Numele i s-a dat pentru a se putea deosebi de comuna Wakendorf II, care se află la 20 km depărtare. 
1. ↑  Alle politisch selbständigen Gemeinden mit ausgewählten Merkmalen am 31.12.2018 (4. Quartal) (în germană), Statistisches Bundesamt[*], arhivat din original la 10 martie 2019, accesat în 10 martie 2019